# Santo Stefano Ticino
Santo Stefano Ticino est une commune italienne de la ville métropolitaine de Milan, dans la région de la Lombardie.

## Administration
| Période                                  | Période  | Identité       | Étiquette | Qualité |
| ---------------------------------------- | -------- | -------------- | --------- | ------- |
| 14 juin 2004                             | En cours | Augusto Grillo |           |         |
| Les données manquantes sont à compléter. |          |                |           |         |

### Communes limitrophes
Arluno, Ossona, Marcallo con Casone, Corbetta, Magenta.